# Kawagoe

Kawagoe (川越市 Kawagoe-shi?) este un municipiu din Japonia, prefectura Saitama.

## Cultură
În fiecare an, în al treilea weekend din luna octombrie, are loc festivalul carelor alegorice, eveniment ce adună peste 1 milion de turiști în cele două zile.